# حريق يو إس إس فورستال

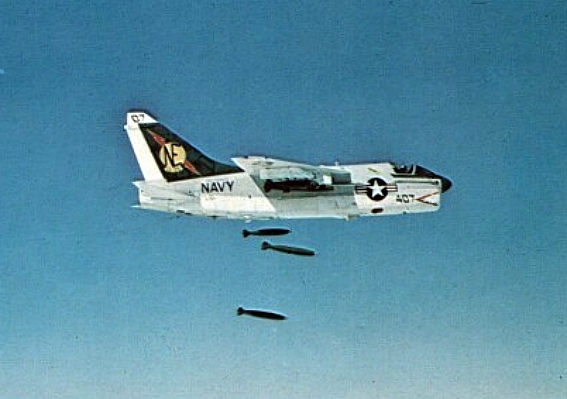
طائرة A-7 تابعة للبحرية الأمريكية تسقط حمولة من قنابل مارك 83؛ أدت حملة القصف العنيفة إلى انخفاض مخزونات القوات البحرية من قنابل مارك 83، مما أجبرهم على استخدام ذخائر فائضة الحرب العالمية الثانية -كانت غالباً في حالة سيئة- للحفاظ على معدل القصف.

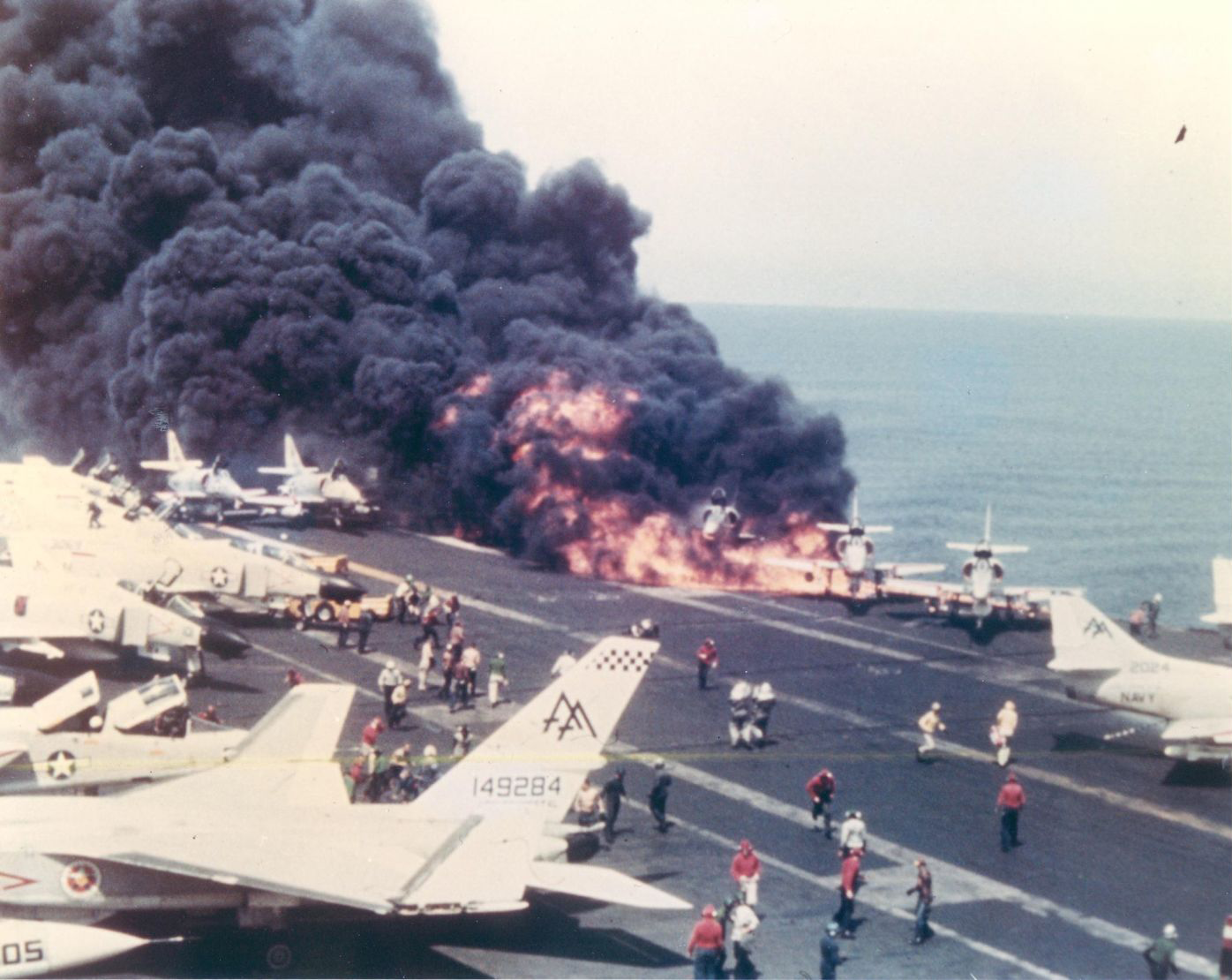
اللحظات الأولى للكارثة، طائرة من طراز "إيه -4 سكاي هوك" فور انفجار خزان الوقود بسبب صاروخ زوني.

في 29 يوليو 1967 اندلع حريق على متن حاملة الطائرات يو إس إس فورستال (بالإنجليزية: USS Forrestal)‏. حيث تسبب ماس كهربائي في إطلاق صاروخ من نوع زوني محمّل على فانتوم ماكدونيل دوغلاس إف -4 بي فانتوم ليصيب أيضاً خزان وقود خارجي لطائرة من طراز إيه-4 سكاي هوك. انسكب وقود الطائرات سريع الاشتعال على مدرج الطيران، ليشتعل ويؤدي إلى سلسلة من الانفجارات والتي أسفرت عن مقتل 134 بحاراً وجرح 161. في ذلك الوقت، كانت الحاملة فورستال ضمن مهمة قتالية في خليج تونكين خلال حرب فيتنام. نجت السفينة، ولكن بأضرار تجاوزت 72 مليون دولار، لم تشمل الأضرار التي لحقت بالطائرات. كان من بين الناجين السيناتور الأمريكي المستقبلي جون ماكين والأميرال المستقبلي وقائد الأسطول الأمريكي في المحيط الهادئ لاحقاً رونالد جوزيف زلاتوبر.

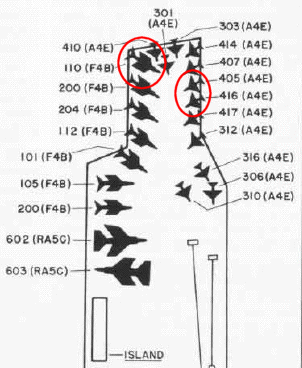
رسم لمؤخرة السفينة فورستال يبين وجود الطائرة في ذلك الوقت. حسب ترجيح المصادر أصاب صاروخ زوني الطائرة F-4 رقم 110. طائرات الضباط ماكين ووايت (A-4 رقم 405 و 416 على التوالي) في الدائرة اليمنى.

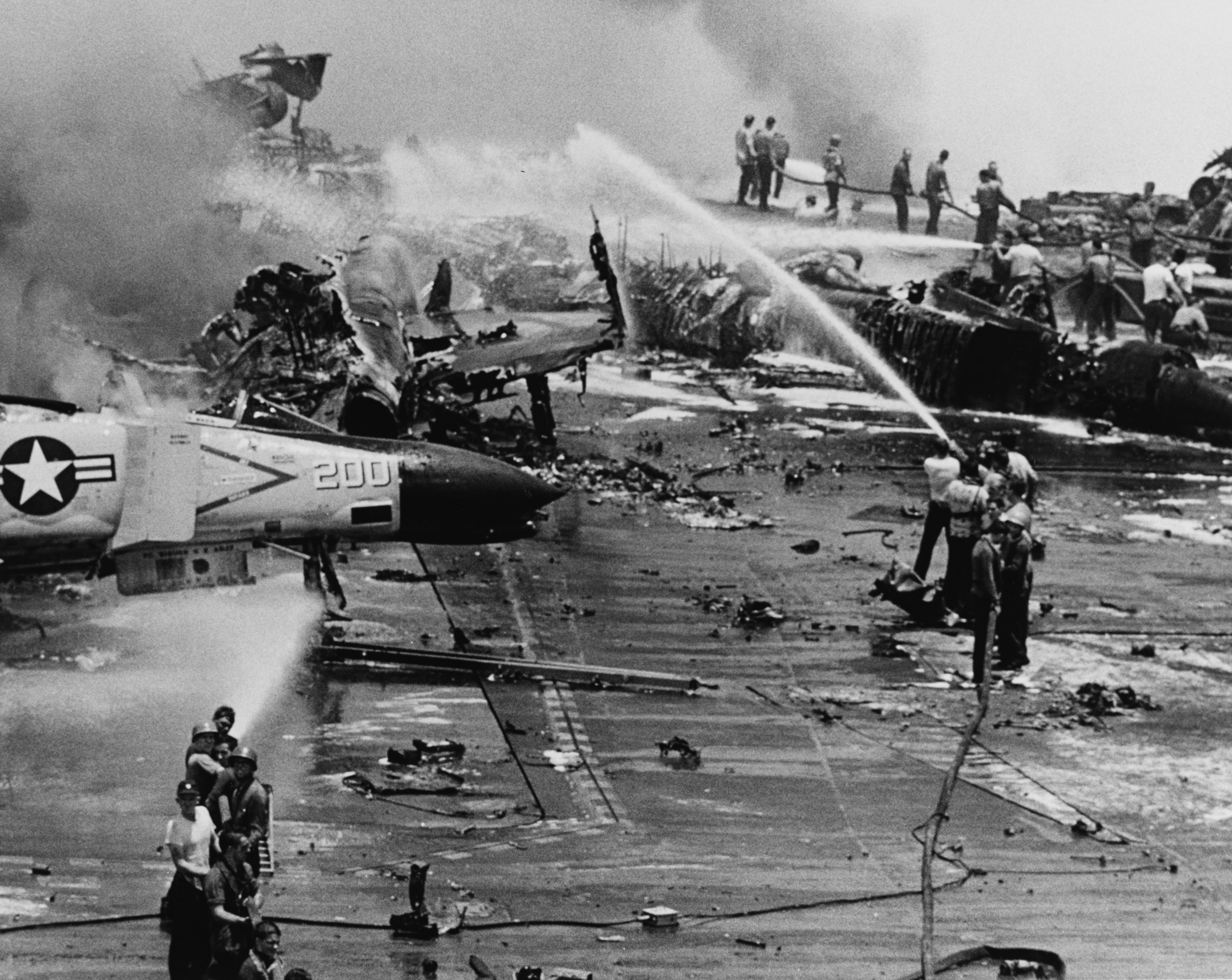
طواقم السفينة تكافح النار على سطح السفينة USS Forrestal

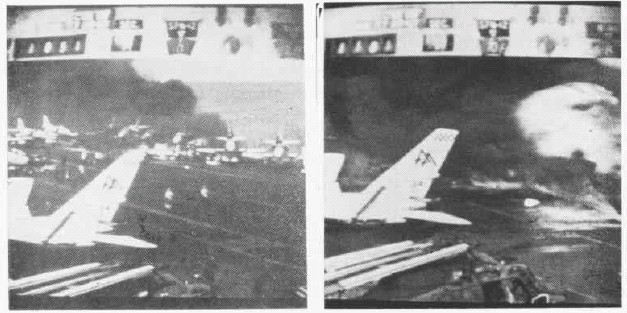
صور الكاميرا على سطح السفينة من بداية الكارثة

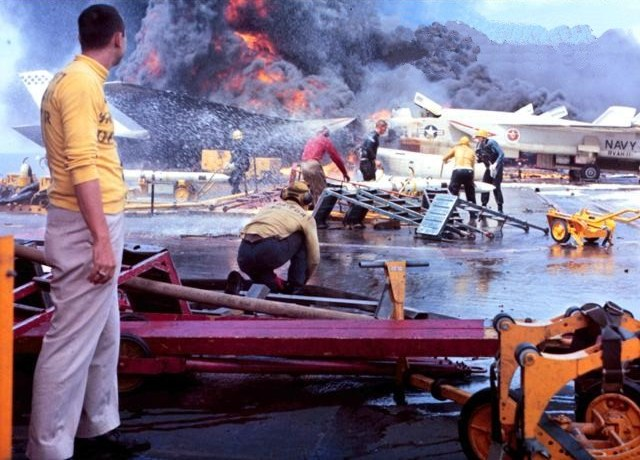
اندلاع النار على مدرج السفينة USS Forrestal

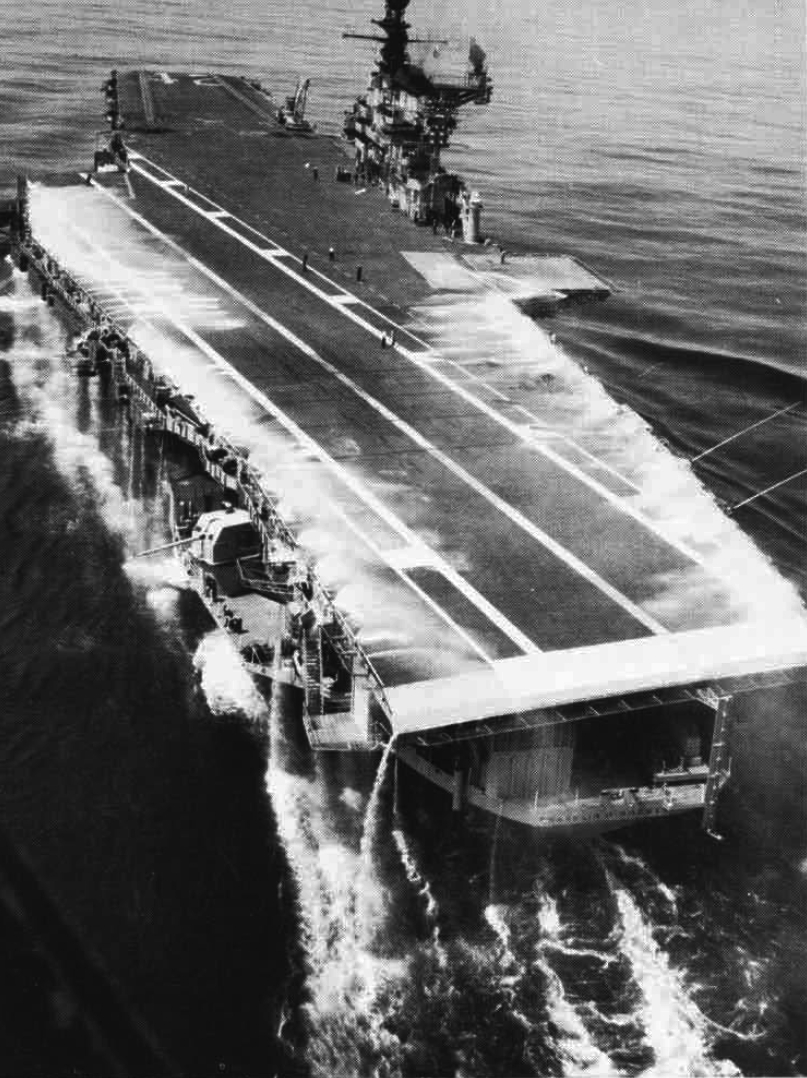
كانت حاملة الطائرات فرانكلين دي روزفلت أول ناقلة بعد كارثة فورستال 1969 تُجهز بنظام جديد لإطفاء سطح السفينة.

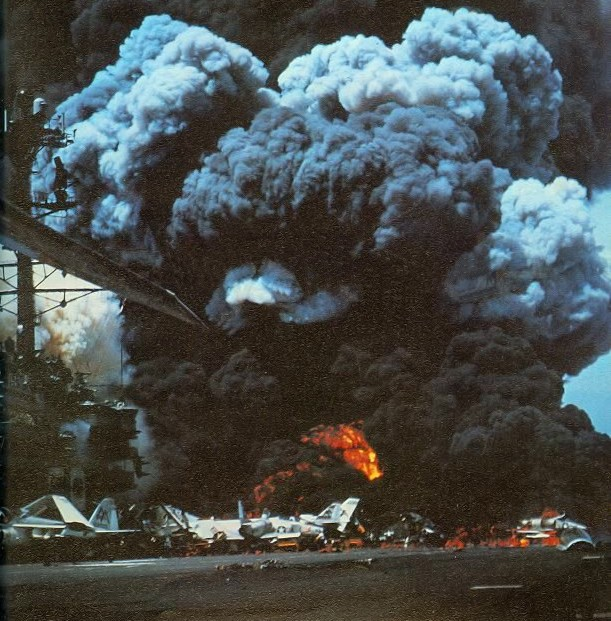
انفجار قنبلة على سطح السفينة الخلفي من